# Isocoma tenuisecta
Isocoma tenuisecta es una especie de planta fanerógama perteneciente a la familia Asteraceae.

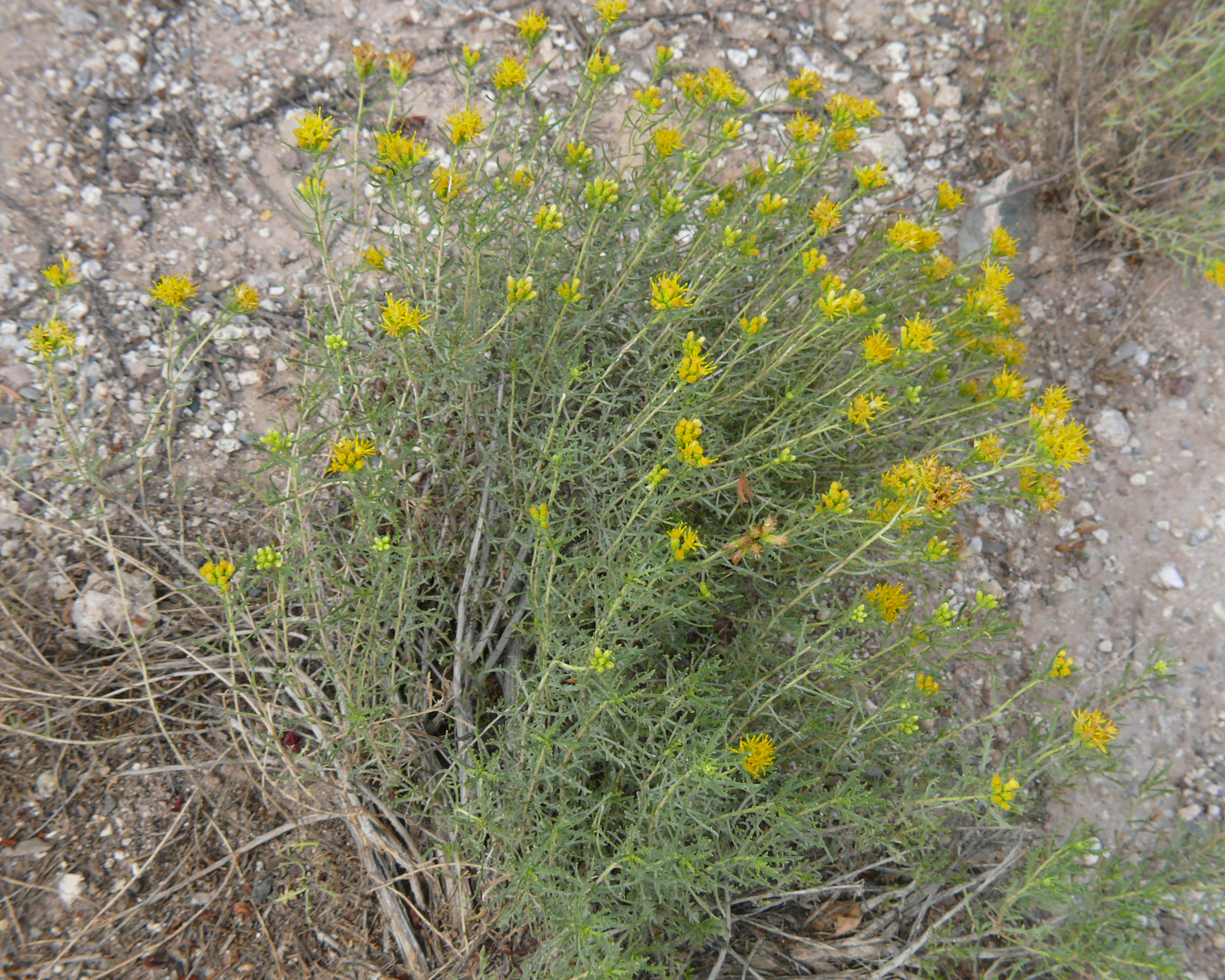
Vista de la planta

## Distribución
Es una pequeña hierba perenne, nativa del desierto de Sonora. Su área de distribución se limita al Sur de Arizona, sudoeste de Nuevo México, y el norte de Sonora en México.

## Descripción
Alcanza un tamaño de hasta 1 m de alto, y tiene pequeñas flores amarillas que crecen en la parte superior de los tallos leñosos. Florece en septiembre a noviembre. Las hojas son glandulares y lobuladas. Las viejas flores se convierten en seca y permanecen en la planta. 
Isocoma tenuisecta es venenosa para los mamíferos.

## Taxonomía
Isocoma tenuisecta fue descrita por Edward Lee Greene y publicado en Leaflets of Botanical Observation and Criticism 1(12): 169–170. 1906.
Etimología
Isocoma: nombre genérico que deriva del griego y significa
"un mechón de pelos iguales", en referencia a las flores.
tenuisecta: epíteto
Sinonimia
- Haplopappus fruticosus (Rose & Standl.) S. F. Blake
- Haplopappus tenuisectus (Greene) S. F. Blake ex L. D. Benson
- Isocoma fruticosus Rose & Standl.[4]